# Darmoděj a další
Darmoděj a další (1995) je druhé studiové album Jaromíra Nohavici. Ten se rozhodl, že své první album Darmoděj (1988) nebude vydávat v reedici na CD a místo toho natočí stejné písničky znovu ve studiu. Album, které obsahuje 15 autorských písní, nahrál sám s kytarou ve studiu u Karla Plíhala. Výběrem písní se však s Darmodějem zcela neshoduje, chybí zde Ahoj slunko, Husita a Ukolébavka pro Kubu a Lenku, která vyšla rok předtím na albu Tři čuníci. Jsou zde však jiné písně z 80. let, které na Darmodějovi nevyšly (Mladičká básnířka, Robinzon, Zatímco se koupeš, Svátky slunovratu, Na dvoře divadla a Bláznivá Markéta). Album vyšlo s podobným bookletem jako Darmoděj, na titulu je použita stejná fotografie Jaromíra Nohavici od Karla Prokeše.

## Písničky
1. Heřmánkové štěstí – 3:50
2. Darmoděj – 4:05
3. Mladičká básnířka – 2:33
4. Robinzon – 2:48
5. Zatímco se koupeš – 2:30
6. Svátky slunovratu – 4:06
7. Přítel – 3:33
8. Na dvoře divadla – 1:48
9. Zítra ráno v pět – 2:49
10. Kometa – 3:16
11. Bláznivá Markéta – 1:59
12. Dokud se zpívá – 2:44
13. Krajina po bitvě – 4:18
14. Možná že se mýlím – 3:41
15. Myš – 2:27

## Reedice
Album vyšlo v reedici v roce 2007 v rámci Boxu 4 CD.